# Sint Maarten (wyspa)
Sint Maarten (fr. Saint-Martin; niderl. Sint Maarten) – wyspa leżąca na Karaibach. Wchodzi w skład Archipelagu Małych Antyli (Wyspy Nawietrzne). Powierzchnia wyspy wynosi 87 km². Południowa część wyspy od 2010 stanowi terytorium autonomiczne Holandii, północna część należy do Francji jako jej wspólnota zamorska. Łącznie, oba terytoria są znane jako „St.-Martin / St. Maarten”, „St. Martins”, albo po prostu „SXM” (SXM jest identyfikatorem IATA portu lotniczego Princess Juliana (TNCM), głównego portu lotniczego wyspy). Wyspa została oficjalnie podzielona 23 marca 1648.

## Historia
Krzysztof Kolumb przybył na wyspę 11 listopada 1493 roku. Nazwał ją na cześć Marcina z Tours, którego święto wtedy wypadało. Wyspa kilkukrotnie przechodziła z rąk hiszpańskich w holenderskie i odwrotnie ze względu na jeziora z wodą o dużej zawartości soli, która niegdyś była cennym surowcem. Na wyspie założono plantacje trzciny cukrowej, na których pracowali czarnoskórzy niewolnicy (od których wywodzi się większość współczesnej populacji); straciły na znaczeniu w XIX wieku. Południowa część wyspy w 1826 stała się częścią Holenderskich Indii Zachodnich, a następnie Antyli Holenderskich – holenderskiego terytorium autonomicznego, które przestało istnieć w 2010. Obecnie jest to terytorium zależne Holandii. Północna część wyspy przynależy do Francji. Do 2007 była częścią Gwadelupy; od 2007 stanowi wspólnotę zamorską.

## Podział administracyjny

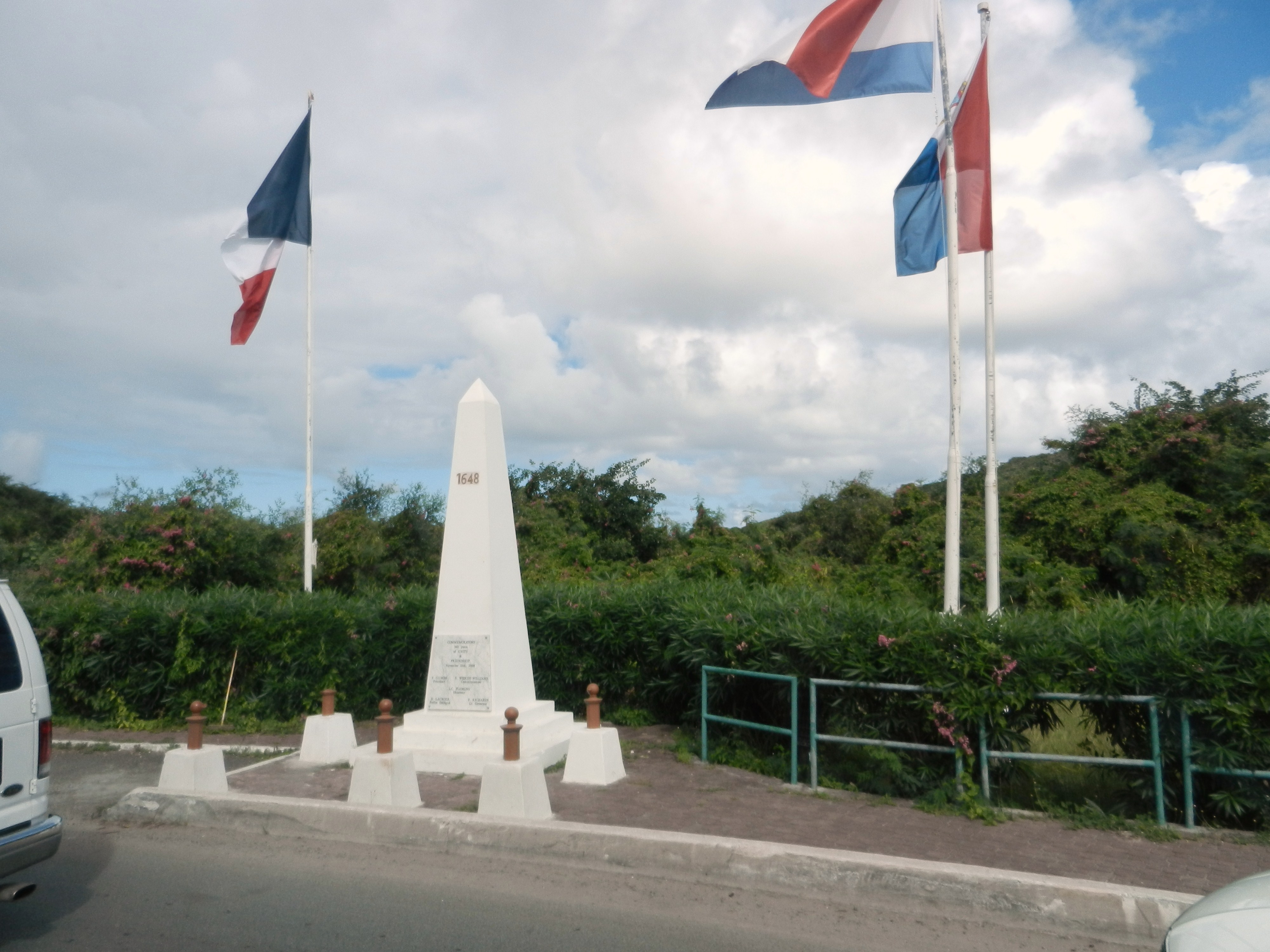
Granica francusko-holenderska wyspy

Francuska część wyspy obejmuje 53,2 km² i jest zamieszkana przez 35 107 osób (2014). Głównym miastem jest Marigot – 3394 mieszkańców (2014). W tej części wyspy znajduje się Port lotniczy L’Esperance.
Holenderska część wyspy obejmuje 34 km², zamieszkane przez 33 609 osób (2011). Głównym miastem jest Philipsburg. Znajduje się tutaj Międzynarodowy Port Lotniczy Juliana. Granica między tymi dwoma częściami wyspy ma długość 16 km.

## Geografia
Powierzchnia wyspy wynosi 87 km²; długość linii brzegowej 58,9 km. Najwyższym wzniesieniem jest Pic Paradis (424 m n.p.m.). Rozciągłość południkowa wyspy wynosi około 19 km. Wyspa jest wyżynno-górzysta. Cechuje ją dobrze rozwinięta linia brzegowa z zatokami i półwyspami; licznie występują jeziora. Według klasyfikacji klimatów Köppena na wyspie panuje klimat tropikalny monsunowy; pora sucha trwa od stycznia do kwietnia, pora deszczowa od sierpnia do grudnia. Roczna suma opadów wynosi około 1140 mm.
W okresie od czerwca do listopada występuje zagrożenie huraganami. We wrześniu 2017 wyspę nawiedził huragan Irma, podczas którego zniszczeniu uległo 95% wyspy. 8 września 2017 zapowiedziano, że do Wysp Nawietrznych zbliża się huragan Jose.